# ولاية قريات
ولاية قريات الساحلية هي ولاية عمانية تقع على بعد 90 كيلو متر جنوب العاصمة مسقط في تخوم طريق جبلي أخّاذ إلى الداخل وليس بعيداً من البحر يحمي حصن قريات مركز المدينة ومزارع النخيل حوله ويقف حارساً لمنطقة المرفأ برج مراقبة فريد مثلث الأضلاع، مطلّاً على جزيرة صخرية صغيرة. ومن أبرز المعالم: قلعة الصيرة بمنطقة الساحل وقلعة دغمر بمنطقة دغمر.
تضم ولاية قريات مسجد السلطان قابوس وهو علامة إسلامية فنية راقية والمستشفى وعدد وفير من المدارس والمحال التجارية والحدائق العامة ومسجد السوق.
قريات هي جمع قرى وسُميت بذالك لكثرة عدد القرى الصغيرة المحيطة بها.

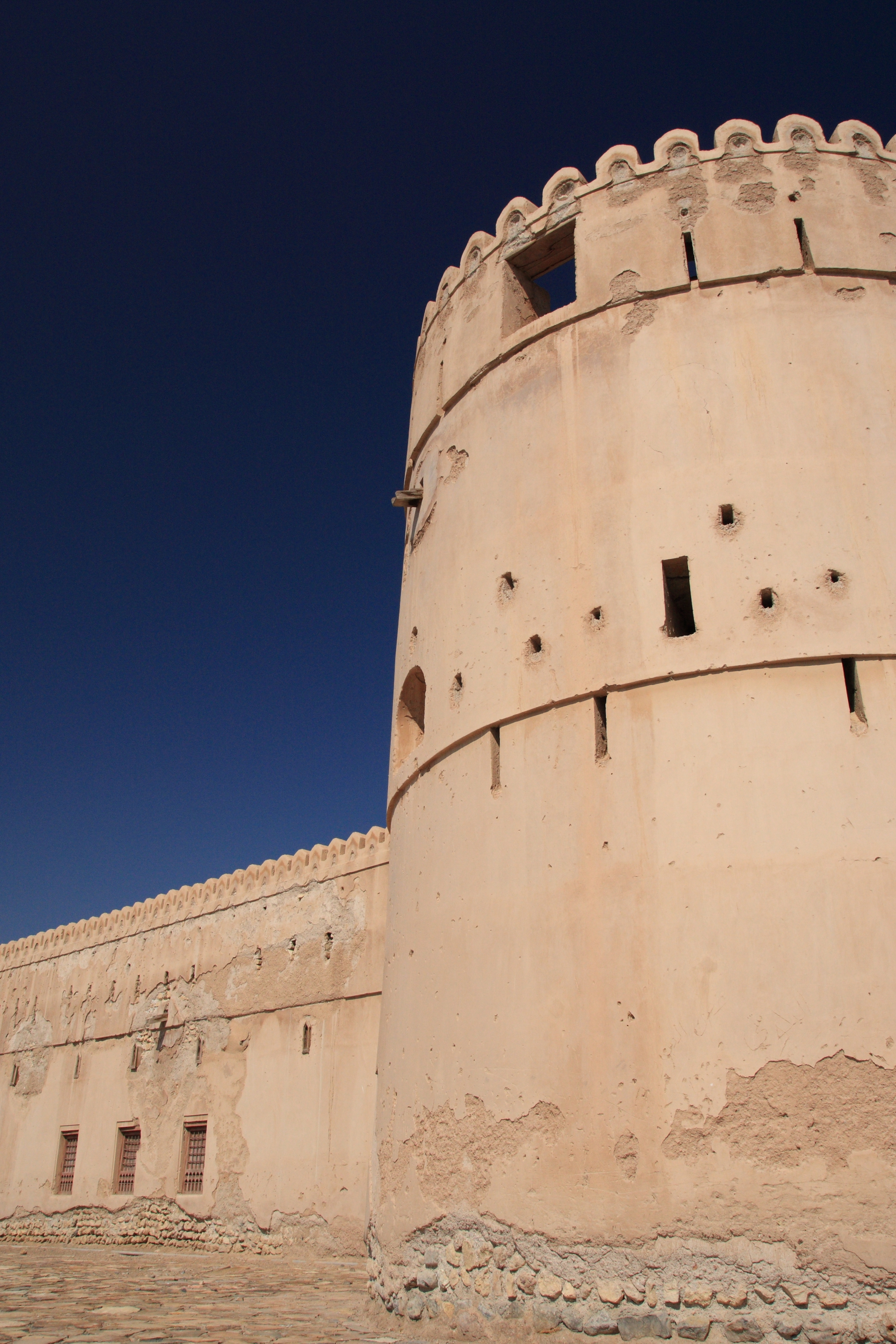

## الموقع
تقع ولاية قريات جنوب شرق مدينة مسقط وهي إحدى ولايات محافظة مسقط، وتبعد عن مدينة مسقط 83 كيلومتر، وتمتد على شريط ساحلي لخليج عمان بجهتها الشرقية لمسافة أكثر من 85 كيلومتر، ويحدها من الشمال ولاية مسقط، ومن الجنوب الشرقي ولاية صور، ومن الجنوب الغربي ولاية دماء والطائيين، ومن الجهة الغربية ولاية العامرات .

## المناخ
تتباين درجات الحرارة في الولاية وفقا للطبيعة الجغرافية لكل قرية، ففي أشهر الصيف تكون الحرارة شديدة والرطوبة عالية في القرى الساحلية خاصة في أشهر : مايو، يونيو ويوليو. بينما تكون الرطوبة أقل نسبيا في القرى الجبلية، ويتميز الجبل الأسود باعتدال درجات الحرارة في فصل الصيف وبرودته الشديدة في فصل الشتاء نظرا لارتفاعه الشاهق، ويكون الجو معتدلا في السهول والواحات الزراعية في فترة المساء خلال الصيف .

## شعار الولاية
اتخذت ولاية قريات حيوان الوعل شعارا لها نظرا لموطن وعراقة هذا الحيوان وتكاثره بصورة كبيرة بجبال الولاية، بالإضافة إلى ذلك تتكاثر في جبال وسهول وصحاري الولاية العديد من الحيوانات البرية كالغزلان والأرانب والضباع وغيرها .

## المكانة التاريخية

### المعالم الأثرية
حصن قريات :
يقع حصن قريات بوسط المدينة، والذي بناه السيد سعيد بن خلفان البوسعيدي الملقب (بالنكاس) منذ أكثر من مائتي عام وهو عبارة عن بناء مستطيل الشكل يضم برجا دائريا في الركن الجنوبي الشرقي أضيف إليه عام 1333هـ في عهد السلطان تيمور بن فيصل، ويقع مدخل الحصن على الواجهة الشرقية وله مدخل آخر في الجهة الشمالية، وقد تم تصميم الحصن ليلبي غرضين الأول : مقرا للحكم والغرض الثاني : للسكن، وقامت حكومة سلطنة عمان عام 1987م بترميم هذا الحصن حيث أصبح متحفا يعرض فيه العديد من التحف التاريخية العمانية الأصيلة والمشغولات اليدوية والكتب التراثية وتم تأثيثه وفقا لما كان عليه البيت العماني مساهمة من وزارة التراث والثقافة على تشجيه السياحة والمحافظة على التراث، وتم في عام 2000م تحول إدارة هذا الحصن إلى المديرية العامة للسياحة بوزارة التجارة والصناعة ولديها خطط لتفعيل الجانب السياحي للحصن حيث يقصده الكثير من الزائرين للولاية للإطلاع على تاريخ هذا الحصن وما يحتويه من معروضات قديمة .
مسجد الشيخ مالك :
يعد مسجد الشيخ مالك من بين المساجد الأثرية والقديمة في قريات، ويقع بالقرب من حصن قريات في جهته الغربية وهو يتميز بارتفاعه عن سطح الأرض وعرض جدرانه المبنية من الحجر والصاروج ويوجد في الزاوية الشمالية الشرقية للمسجد سلم خشبي ملتصق بالجدار بالإضافة إلى فتحة في السطح للارتقاء منها إلى سطح المسجد ويشتمل على عدد من الأعمدة والأقواس ولا زال يحافظ على تقسيماته العمرانية القديمة وتقام فيه جميع الصلوات الخمس .

### المعالم البيئية
الأفلاج :
يوجد عدد كبير من الأفلاج في ولاية قريات يصل عددها (117) فلجا بأنواعها المختلفة (عيني، داؤودي، غيلي) حيث تشكل مصدرا أساسيا في نظام الري بعدد من قرى الولاية لاسيما الجبلية منها والتي تقع بالقرب من الأودية الخصبة ويعتبر فلج المبغي في صياء وفلج عباية وفلج المسفاه وفلج القرية وفلج المزارع وأفلاج منسفت ببلدة المزارع من الأفلاج القديمة حيث يرجع تاريخها إلى ما قبل الإسلام بكثير وكذلك أفلاج وادي العربيين .
الجبال :
تمتاز ولاية قريات بتضاريس متباينه وتعتبر الجبال والأودية من ابرز معالمها الطبيعية والبيئية ومن بين جبالها الشهيرة الجبل الأسود الذي يمتاز بارتفاعه الشاهق وله خصائص مشابهة للجبل الأخضر وتتخلله العديد من الطرق القديمة التي تؤدي إلى بعض الولايات المجاورة المطلة على هذا الجبل، ويمتد الجبل الأسود من شرقي وادي سمائل إلى جعلان وهو مرتع للغزلان ولحيوان الوعل الجبلي الذي تتخذه الولاية شعارا لها لعراقة موطنه. كما أن جبل رأس أبو داود في الشمال من قريات من المواقع الهامة حيث يمتد في عرض البحر ويشكل مرسى طبيعيا للسفن .
الأودية :
ومن أودية الولاية الشهيرة وادي مجلاص حيث ينحدر من رأس وادي السرين وتسانده أودية كثيرة من بينها وادي عيّانه ووادي كبكب ووادي قيد ثم ينحدر إلى بلدة القابل حتى يلاقي وادي صياء ومن ثم وادي قطفات ثم يمر حتى يلتقي بوادي الحريم أسفل بلدة عرقي كما تسانده أودية أخرى كوادي الطابة ووادي المداوه شرقي بلدة الهبوبية ووادي بلل ووادي الجفيرة والفليج ووادي الصلحة ووادي الرحبة ووادي الحيلين وعدة شراج أخرى حيث ينتهي بحاجر قريات ومصبه الأخير في البحر. ويعتبر وادي ضيقه من أشهر الأودية الخصبة في الولاية وأغزرها وأشهرها على مستوى السلطنة، ويقال أن أكثر من 100 واد ترفد وادي ضيقه حيث يتجمع في سيل عظيم وينحدر من ولاية دماء والطائيين ثم إلى مدخل خانق وادي ضيقه بالمزارع مرورا ببلدة حيل الغاف ثم إلى دغمر حيث يتفرع إلى عدة أقسام ومن ثم يصب في بحر خليج عمان .
خور الملح :
يقع خور الملح على بعد حوالي 6 كيلومتر في الشريط الساحلي من جنوب مدينة قريات وهو أقرب لبلدة دغمر ويعد أحد أهم المعالم البيئية والأثرية القديمة بولاية قريات حيث اكتشفت فيه مواقع للنفايات القوقعية والبشرية تعود إلى حقبة الألف الرابع إلى الالف الثالث قبل الميلاد. ويعتبر خور الملح موقعا اقتصاديا حيث يستخرج منه كميات كبيرة من الملح ويعمل فيه عدد من الأهالي اللذين يحترفون مهنة استخراج الملح من ملاحاته الطبيعية وبالطرق التقليدية كما أن الخور يملكه عدد كبير من المواطنين يصل عددهم إلى أكثر من 500 مواطن يتوارثونه جيلا بعد جيل .

## خدمات سياحية
التخييم والمبيت :
يمكن للسائح اختيار مواقع عديدة للتخييم وقضاء أيام العطلات بين جنبات الطبيعة الخلابة التي تشتهر بها قرى ولاية قريات ومن بين أهم هذه المواقع شواطيء ضباب وبمه وفنس (رأس الشجر، المكلا وبر) ، شاطيء رأس أبو داود، شاطيء مدينة قريات، شاطيء دغمر، وعلى ضفاف وادي ضيقة بالمزارع ووادي الخبيل وحيل الغاف وينصح عند المبيت اختيار الموقع المرتفع من الوادي لخطورة سيول هذا الوادي المفاجيء في كثير من الأوقات دون نزول الأمطار .
الحدائق والمنتزهات :
تعتبر الولاية منتزها طبيعيا حيث تجمع بين الشواطيء الجميلة والسهول الخصبة والأشجار الوارفة الظلال وفي إطار تشجيع السياحة بالولاية فقد أقامت المديرية العامة لبلدية مسقط بقريات العديد من الحدائق والمنتزهات من بينها :
1. حديقة قريات الواقعة على الشارع العام بالشهباري .
2. منتزه بحيرة قريات يقع على الشارع العام لمدخل مدينة قريات .
3. منتزه الصيرة بالقرب من برج الصيرة بساحل قريات .
4. منتزه الخوبار الواقع بمنطقة دغمر الخوبار .
5. حديقة دغمر الواقعة بمنظقة دغمر الحاجر .
6. استراحة المزارع وهي عبارة عن مظلات على ضفاف وادي ضيقة بالمزارع السيح .
7. العديد من المظلات على شواطيء القرى الساحلية بالولاية .

التسوق :
تنتشر في جميع المواقع بالولاية المحلات التجارية والمطاعم والمقاهي ويمكن للسائح شراء احتياجاته المختلفة من هذه المحلات لاسيما الواقعة على مدخل الولاية وحتى سوق قريات، كما أن هناك بعض المحلات التجارية في القرى النائية، كما توجد أجهزة الصرف الآلي بمحطات وقود المها ومحطة شل .